# Gomphrena eriantha
Gomphrena eriantha är en amarantväxtart som först beskrevs av Jean Louis Marie Poiret, och fick sitt nu gällande namn av Horace Bénédict Alfred Moquin-Tandon. Gomphrena eriantha ingår i släktet klotamaranter, och familjen amarantväxter. Inga underarter finns listade i Catalogue of Life.